# Spathius phalanthus
Spathius phalanthus är en stekelart som beskrevs av Nixon 1943. Spathius phalanthus ingår i släktet Spathius och familjen bracksteklar. Inga underarter finns listade i Catalogue of Life.